# Isonychus argentinus
Isonychus argentinus är en skalbaggsart som beskrevs av Moser 1919. Isonychus argentinus ingår i släktet Isonychus och familjen Melolonthidae. Inga underarter finns listade i Catalogue of Life.